# Frederik Christian von Møsting
Frederik Christian von Møsting (15. december 1717 – 17. februar 1773 i Stege) var amtmand på Møn, kammerherre og gehejmeråd.
Han var søn af Alexander Frederik von Møsting. Efter at han 1740 var blevet kammerjunker hos kronprinsen og 1746 kammerherre, udnævntes han næste år til amtmand på Møn, i hvilken stilling han fik ord for at være en dygtig og retfærdig, men streng embedsmand. 1759 fik han det hvide bånd, 1763 Enkedronningens Orden, blev 1768 udnævnt til gehejmeråd og døde i Stege 17. februar 1773. Han ejede godset Marienborg.
Møsting var den 12. maj 1747 blevet gift med Elisabeth Cathrine Schack (19. juni 1713 – 27. maj 1782), datter af major Otto Schack til Bramsløkke og Kærstrup. Et af hans børn var Johan Sigismund von Møsting.